# Gustaf Boivie
Gustaf Carl Fredrik Boivie (Stoccolma, 27 novembre 1864 – Ängelholm, 12 gennaio 1951) è stato un tiratore a segno svedese.

## Palmarès

### Olimpiadi
- 1 medaglia:
  - 1 oro (Stoccolma 1912 nella carabina piccola bersaglio a scomparsa a squadre)